# Gotham City Sirens
Gotham City Sirens (Le Sirene di Gotham City) è una serie di fumetti statunitense scritta da Paul Dini con disegni di Guillem March e pubblicata dalla DC Comics. Il titolo si riferisce al trio di protagoniste, le criminali donne più popolari di Gotham City: Catwoman, Poison Ivy e Harley Quinn.
Il primo numero della serie è stato pubblicato nel giugno 2009, come parte del rilancio di Batman: Reborn dell'intera linea di fumetti DC con protagonista il supereroe Batman.

## Trama

### Impostazione
La storia si ambienta dopo gli eventi di Cuore di Hush, Batman RIP, Crisi Finalie e Battle for the Cowl: Hush, per colpire Batman, rapisce Catwoman e le rimuove chirurgicamente il cuore, finché Batman non riesce a recuperarlo. Per vendicarsi, Selina prosciuga il conto in banca di Hush e dona tutti i soldi a Poison Ivy, Harley Quinn e Holly Robinson. Bruce Wayne viene dato per morto e i panni di Batman vengono ricoperti da Dick Grayson.

### Union
Catwoman combatte un criminale di basso conto chiamato "Boneblaster", ma scopre di avere ancora delle limitazioni fisiche dovute a quello che ha passato a causa di Husk e viene quasi facilmente sconfitta, venendo però salvata da Poison Ivy. Ivy la porta nel suo nuovo nascondiglio, che in realtà è quello dell'Enigmista, da lei sedotto e drogato. Con Ivy vive anche Harley Quinn e Catwoman propone alle due compagne di collaborare per proteggersi a vicenda. Loro accettano, ma vogliono prima sapere la vera identità di Batman.
Ivy usa una polvere su Catwoman per farle dire la verità, ma lei afferma di non poterlo fare perché Talia al Ghul ha usato su di lei tecniche di controllo mentale per obbligarla a non rivelare a nessuno la vera identità del Cavaliere Oscuro; Talia ha insegnato a Selina una tecnica di meditazione per resistere a qualsiasi tipo di controllo mentale incluse le spore di Ivy.
Dick Grayson - che ora veste i panni di Batman - si fa aiutare dal "riformato" Enigmista per risolvere un caso che porta Harley a incontrare Bruce Wayne. Quest'ultimo è in realtà Hush, che si è sottoposto a operazioni di chirurgia estetica per rendere il proprio volto identico a quello di Wayne, così da prendere il controllo della sua azienda milionaria. Hush progetta di uccidere Quinn, ma viene anticipato dal Joker, che ha visto un filmato di loro due insieme e ha deciso di uccidere Harley perché sente sia sfuggita al suo controllo. Si scopre che il Joker è un suo vecchio aiutante di nome Gaggy, che è arrabbiato con Harley per averlo sostituito. Ivy e Catwoman riescono a salvare Quinn e a scappare.
Durante il periodo natalizio, le tre donne si prendono vacanze separate. Catwoman combatte una banda di criminali e si unisce a Dick e a Damian Wayne per Natale; Ivy visita le giungle sudamericane e salva alcuni turisti caduti preda di un signore della droga, decidendo di tornare a Gotham City per trascorrere del tempo nel mondo umano oltre a quello vegetale: Harley visita la sua famiglia disfunzionale con risultati disastrosi, pertanto torna nel nascondiglio dove trascorre il resto del Natale con Selina e Ivy.

### Songs of the Sirens
Poison Ivy viene incastrata per una serie di omicidi commessi da piromani seriali a Robinson Park. Mentre indaga in prima persona, Poison Ivy viene rapita da un ex agente di polizia, che crede che sia lei l'assassina, e la lascia in una buca a morire senza cibo, acqua o luce solare. Catwoman e Harley Quinn lavorano insieme per salvare Poison Ivy e, con l'aiuto di James Gordon, scoprono che il vero assassino è un poliziotto corrotto. Successivamente, Catwoman e Harley trovano il corpo senza vita di Ivy e la rianimano gettandola in acqua. Le Sirene rintracciano il vero killer e lo uccidono, spacciandolo per un'altra vittima.
Catwoman, Poison Ivy e Harley Quinn vengono incastrate per omicidio. Le donne chiedono di nuovo aiuto all'Enigmista per trovare la vera persona che sta cercando di incastrarle, che in realtà è il Dottor Esopo, che vuole reclamare il nascondiglio di Catwoman come proprio. Intanto, volendo affermarsi come qualcosa di diverso da una criminale, Ivy accetta un lavoro presso la filiale di Gotham City degli STAR Labs, sotto la falsa identità di "Paula Irving" a causa dei suoi precedenti penali. Viene presto scoperta da uno degli scienziati che aveva licenziato il suo primo giorno, ma, invece di ucciderlo, Ivy rinnova il suo contratto, colpita dall'intelligenza e dalle capacità deduttive del lavoratore. Inoltre, Harley Quinn e Catwoman scoprono che le iene domestiche di Harley sono scappate nella notte e hanno cacciato e mangiato i cani locali, spingendo Catwoman a dire ad Harley di dare le iene via a uno zoo, cosa a cui Harley è contraria.

### Sister Zero
Mentre Catwoman è impegnata in una rapina privata per cercare di scoprire informazioni sulla sorella fuggita e mentalmente instabile, Maggie Kyle, quest'ultima trova la casa di una famoso esorcista. Pensando erroneamente che l'esorcista sia anche in combutta con il "demone gatto" di Selina, Maggie la uccide e le ruba l'attrezzatura per l'esorcismo, scoprendo un contenitore con una sostanza soprannaturale sotto forma di angelo. Tale sostanza le conferisce forza e velocità soprannaturali e una percezione distorta della realtà. Maggie attacca Harley e Catwoman e, durante il combattimento, Harley attacca Maggie e la chiama "Sorella Zero" come insulto, sebbene la donna decida poi di adottare tale nome. Il combattimento continua finché Catwoman non riesce a dimostrare a Maggie di non essere posseduta, rompendo momentaneamente l'incantesimo su di lei prima che "l'angelo" riprenda il controllo. In quel momento Maggie decide di non uccidere Catwoman e se ne va. Successivamente, Maggie dichiara che le cose non sono finite e che ora sa di poter salvare la sorella attraverso un esorcismo invece di ucciderla.

### Strange Fruit
Ivy confessa alla signorina Adams che il motivo principale per cui vuole lavorare nei laboratori STAR è che sta cercando una certa sostanza chimica che ha la capacità di far crescere una foresta in una notte. Nella sua ricerca, si imbatte in una forma di vita aliena, una pianta intelligente, che è stata catturata dal dottore. Apparentemente sotto il controllo della pianta e con la promessa di diventarne la regina, Ivy l'aiuta a fuggire dal laboratorio, combattendo Catwoman e Harley Quinn sulla strada per Gotham Park, dove l'entità progetta di diffondere le sue spore nel tentativo di conquistare il pianeta. Quando le sue amiche intervengono, fermando il piano della creatura vegetale, Ivy si rivolta contro di lui, aiutando a fermare la propagazione dei suoi bulbi di fiori e uccidendolo mentre gli dice che è stata usata da un uomo che amava in precedenza e che non accadrà mai più.
Catwoman viene rapita da un criminale di nome Senpai, che vuole scoprire la vera identità di Batman, e Ivy e Harley si alleano con Talia e Zatanna per salvarla. Dopo la sconfitta di Senpai, Zatanna e Talia si rendono conto che Catwoman è in grande pericolo a causa della sua conoscenza, e Talia convince Zatanna a usare la sua magia per cancellarla. Talia riesce a distrarre Harley e Ivy mentre Zatanna scansiona i ricordi di Selina, ma alla fine si rende conto che Talia vuole cancellare il ricordo di Selina sull'identità di Batman perché non può sopportare che un'altra donna che Batman ama abbia queste informazioni. Zatanna lascia intatti i ricordi di Selina, quindi affronta Talia e le dice che sa che ha organizzato tutto. Combattono brevemente, ma Talia decide che non vuole più combattere e spara a Selina, spingendo Zatanna a salvarla. Zatanna chiede perdono a Selina e le offre di cancellare comunque i suoi ricordi di Batman per alleggerire il suo fardello, ma lei rifiuta l'offerta.

### Division
Le tre si sentono trascurate dai loro uomini e Harley cerca di consolare Catwoman sul suo amore per Batman paragonandolo ai suoi sentimenti per il Joker, ma il malcontento di Catwoman suscita la rabbia di Harlet, che decide di vendicarsi del suo ex per gli abusi subiti; pertanto, tradisce le amiche e irrompe all'Arkham Asylum per uccidere il Joker. I due finiscono però per ricongiungersi e pianificare una violenta presa di controllo della struttura, con tanto di uccisione delle persone al suo interno. Batman e Catwoman intervengono e sconfiggono il Joker e Harley, che vengono rinchiusi nuovamente. Ivy vuole vendetta per il tradimento di Harley e irrompe nella sua cella per ucciderla, ma poi la compatisce e si offre di liberarla se la aiuterà a uccidere Catwoman, che le ha abbandonate ad Arkham. Nello scontro che ne segue, Catwoman rivela alle compagne che, dalla formazione delle Sirene, ha usato i suoi contatti con Batman per non farle arrestare, avendo visto il buono in loro e volendole solo aiutare. Le tre fanno pace e Catwoman ferma Batman permettendo ad Harley e Ivy di fuggire, quindi le tre prendono strade separate.

## The New 52
Nel reboot 2 della continuity DC, le Gotham City Sirens non esistono e non vengono mai menzionate come gruppo; in questa versione, Catwoman ha un nuovo titolo in corso scritto da Judd Winick e disegnato dall'artista di Gotham City Sirens Guillem March, Harley Quinn è un membro della rinnovata serie Suicide Squad, e Poison Ivy è presente nel nuovo Birds of Prey.

## Rilancio
Nel maggio 2024, la DC Comics ha annunciato una serie di fumetti di rilancio settimanale in quattro numeri di Gotham City Sirens in uscita nell'agosto 2024, scritta da Leah Williams e disegnata da Matteo Lolli. Oltre a Catwoman, Harley Quinn e Poison Ivy, apparirà anche insieme a Punchline.

## In altri media
- Un adattamento live-action della squadra appare nella quarta stagione di Gotham composta da Selina Kyle, Tabitha Galavan e Barbara Kean; sebbene non vengano mai chiamate così nella serie, gestiscono un locale chiamato Sirens.
- Un film live-action di David Ayer, basato sul gruppo, è entrato in fase di sviluppo per il DC Extended Universe come spin-off di Suicide Squad (2016), originariamente destinato a presentare Harley Quinn, Catwoman e Poison Ivy. Margot Robbie ha firmato un contratto per interpretare Harley Quinn in più film. Gotham City Sirens è stato ritardato ed è stato sostituito dal film del 2020 Birds of Prey con Harley, Black Canary, Cacciatrice, Renee Montoya e una versione più giovane di Cassandra Cain. Questa versione del film non è mai stata realizzata poiché il franchise del DC Extended Universe è terminato quando James Gunn ha preso in carico i DC Studios .
- Le Gotham City Sirens sono le protagoniste del finale della quarta stagione di Harley Quinn. Dopo che Lex Luthor è stato sconfitto, Catwoman contatta Harley Quinn, Poison Ivy e Barbara Gordon e formano una squadra di lotta al crimine. Le donne decidono che la loro prima missione è scoprire chi ha rubato il cadavere di Nightwing dal cimitero, ignare che Talia al Ghul ha preso il corpo e ha resuscitato Nightwing in una fossa di Lazzaro .
- Le Gotham City Sirens appaiono nell'episodio "Jam" di Teen Titans Go!. Harley Quinn, Poison Ivy e Catwoman reclutano Stellarubia e Corvina per la loro squadra di roller derby.